# Marco Enrico Bossi
Pour les articles homonymes, voir Bossi.
Marco Enrico Bossi (né le 25 avril 1861 à Salò, dans la province de Brescia en Lombardie – mort le 20 février 1925 à bord d’un bateau dans l’océan Atlantique) est un organiste, compositeur, improvisateur et pédagogue italien.

## Biographie
Appartenant à une célèbre famille d'organistes, Bossi est né à Salò (sur les rives du lac de Garde). Il fréquente le lycée de Bologne pendant deux ans (1871-1873), puis huit ans au conservatoire de Milan.
Sa décennie d'études, cependant, n'a pas été consacrée à l'obtention du diplôme en orgue (en raison de conflits avec le maître Polibio Fumagalli). Bossi a ensuite dû terminer sa formation à l'étranger, il n'a donc jamais obtenu de diplôme italien en musique.   
Très vite, il remporte un grand succès, en Europe et dans le monde, à l'âge de dix-huit ans, il est applaudi à Londres et aux États-Unis, il est également organiste et chef de chœur dans la cathédrale Santa Maria Assunta de Côme (où se trouvent deux nouvelles orgues du constructeur Bernasconi de Varese) et enseigne l’harmonie et la composition pour orgue au conservatoire de Naples.
Par la suite, il dirige les conservatoires de musique dans différentes villes : entre 1895 et 1902, le Conservatoire Benedetto Marcello de Venise, de 1902 à 1911 à Bologne, de 1916 à 1922 au Lycée musical Santa Cecilia de Rome.

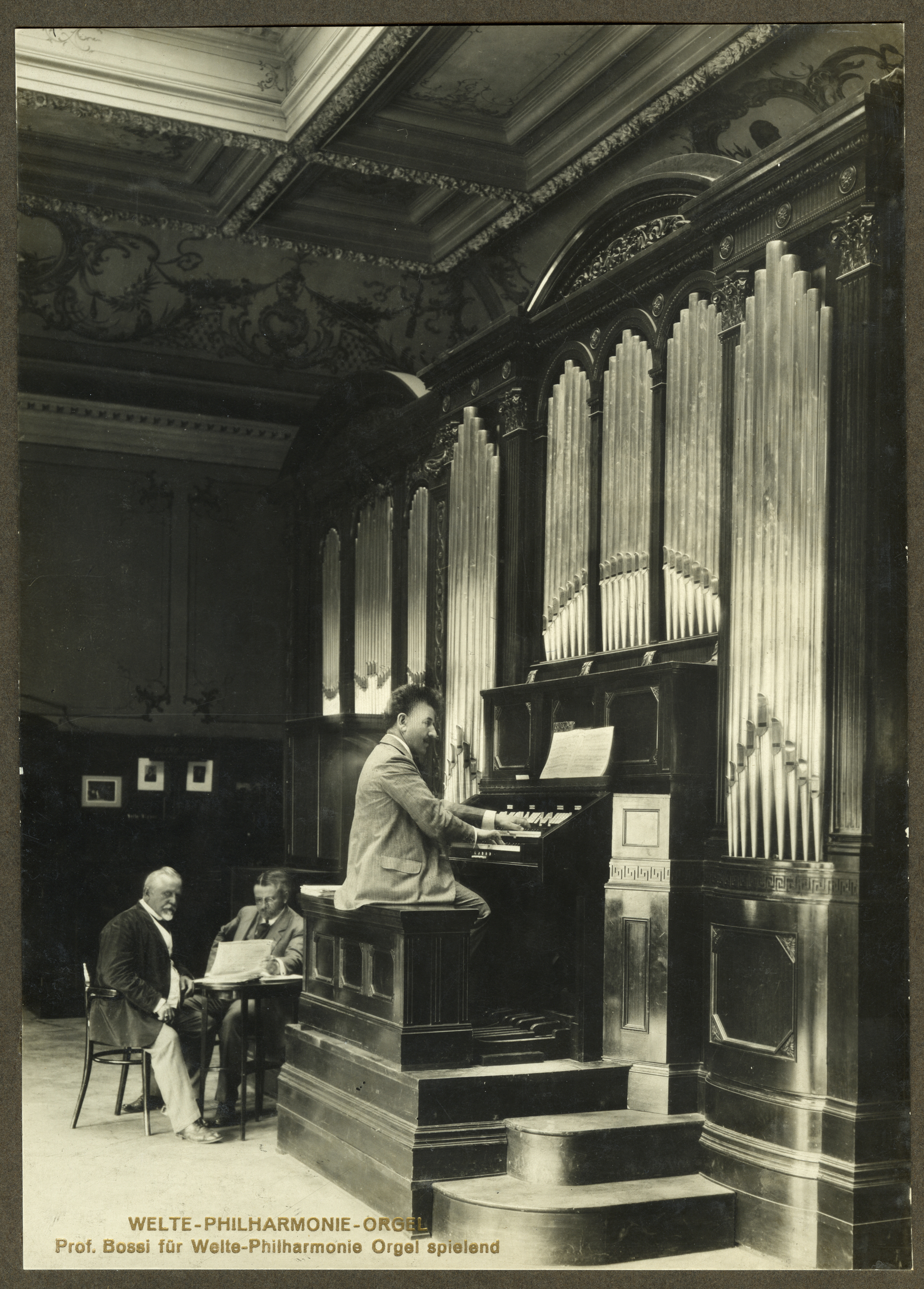
Session d'enregistrement avec Bossi sur un orgue philharmonique construit par Welte, 1912

Bossi était certainement une figure majeure de la scène musicale italienne (et internationale). Outre les pièces de concert, ses compositions liturgiques sont remarquables. En septembre 2005, au Teatro comunale de Bologne, le poème mélodramatique Malombra est exécuté en trois actes et un prologue. Cette œuvre est étudiée par les musicologues Pierangelo Valtinoni, Francesco Erle et Marco Manzardo.
Parmi ses œuvres, certaines ont plus de succès dans d'autres pays européens, tels que l'Allemagne. Citons Le Voyageur ("Der Wanderer") joué à Mannheim en 1906, les oratorios Paradis perdu (Paradiso perduto) et Jeanne d'Arc (Giovanna d'Arco), la symphonie Intermezzi goldoniani et le Concert pour orgue et orchestre, la musique de chambre particulière Santa Caterina da Siena.
Parmi ses élèves, on peut citer Vera Gobbi Belcredi.
Il meurt le 20 février 1925 des suites d'une hémorragie cérébrale sur le paquebot français De Grasse lors de la traversée de l'Atlantique entre New York et Le Havre, au retour d'une tournée triomphale aux États-Unis.
D'un point de vue compositionnel, son style peut être assimilé au romantisme tardif mené par Brahms. Bossi s'est distingué par sa tentative courageuse de proposer de la musique instrumentale, dans un contexte désormais dominé par le mélodrame.
Avec Giovanni Tebaldini, il est l'auteur de la célèbre Méthode d'étude de l'orgue moderne, première œuvre italienne de grande envergure dans le domaine de l'enseignement de l'orgue inspirée par la culture du mouvement cécilien.

## Compositions
Carrara di Bergamo réalise l'édition de l'œuvre intégrale pour orgue Bossi en 10 volumes, tandis qu'Andrea Macinanti réalise l'enregistrement complet pour la maison de disques Tactus à Bologne.

### Orgue seul
- Ouverture per organo op. 3 n° 3
- Intermezzo Tragico op. 10
- Scherzo op. 49 n° 1 en fa majeur
- Scherzo op. 49 n° 2 en sol mineur
- Inno Trionfale op. 53
- Res Severa Magnum Gaudium: Prima Suite di 4 pezzi per organo op. 54
  - Preludio
  - Allegro moderato
  - Corale
  - Fuga
- 4 Pieces op. 59
  - Toccata
  - Pastorale
  - Meditazione
  - Offertorio
- First Sonata op. 60
- Fuga sul tema Feda a Bach  op. 62
- Fantaisie op. 64
- Marcia di Processione op. 68
- 6 Pieces op. 70
  - Prélude
  - Musette
  - Choral
  - Scherzo
  - Cantabile
  - Alleluja Final
- Second Sonata op. 71
- Marche héroïque op. 72
- 3 Pieces op. 74
  - Preghiera
  - Siciliana
  - Offertorio
- Cantate Domino. Westminster Abbey - Hymne of Glory/Hymne de Gloire op. 76 for organ solo or organ and choirs
- Étude symphonique op. 78 (Similar to Henry Lodge's famous Temptation Rag, ironically from the same era they are simalar by following the style of the G Minor scales that were common then, though the melody is in the pedals)
- 3 Pieces op. 92
  - Chant du soir
  - Idylle
  - Allegretto
- 2 Pièces op. 94
  - Élévation
  - Noël
- 3 Pièces op. 97
  - Andante con moto
  - Aspiration
  - Grand Chœur
- 5 Pièces op. 104
  - Entrée Pontificale
  - Ave Maria
  - Offertoire
  - Résignation
  - Rédemption
- Savoya-Petrovich. Marcia Nuziale/Hochzeits-Marsch op. 110 n° 4
- 5 Pieces op. 113
  - Offertorio
  - Graduale
  - Canzoncina a Maria Vergine
  - In memoriam
  - Laudate Dominum
- Thème et Variations op. 115
- 10 Compositions for Organ op. 118
  - Preludio
  - Fughetta
  - Pastorale
  - Angelus à 3
  - Toccata di Concerto
  - Melodia
  - Invocazione
  - Marcia festiva
  - Intermezzo à 3
  - Finale
- Pièce héroïque op. 128
- Koncertstück in C-moll op. 130 (arrangement pour orgue seul)
- 5 Pieces in free style op. 132
  - Legende
  - Trauerzug
  - Ländliche Szene
  - Stunde der Weihe
  - Stunde der Freude
- Improvisation op. 134 n° 2
- 3 Momenti francescani op. 140
  - Fervore
  - Colloquio colle rondini
  - Beatitudine
- Meditazione in una Cattedrale op. 144
- Deux Morceaux caractéristiques
  - Preghiera (Fatemi la grazia)
  - Marcia dei Bardi
- Intermezzo lirico
- Flora mistica
- Postludio
- Ave Maria
- Scherzo (terzo tempo della Sinfonia tematica)
- Rapsodia
- Étude en sol mineur

### Orgue avec autres instruments
- Adagio op. 84 pour violon et orgue
- Concerto op. 100 pour orgue, orchestre à cordes, 4 cors et timbales
- Koncertstück in C-moll op. 130 pour orgue et orchestre
- Entrata Pontificale opus 104 n° 1 pour deux orgues

### Musique de chambre
- Romanza op. 89 pour violoncelle ou alto et piano
- Four Pieces in the form of a suite op. 99 pour violon et piano
- Trio en ré mineur op. 107 pour piano, violon et violoncelle
- Sonate Nr. 2 C-Dur op. 117 pour violon et piano
- Trio sinfonico op. 123 pour piano, violon et violoncelle
- Santa Caterina da Siena: Poème pour violon, quatuor à cordes, harpe, célesta et orgue
- Improvviso pour flûte et piano

### Piano
- 5 Morceaux op. 95
- 4 Pièces en forme d’une suite ancienne op. 103
- 4 Morceaux op. 109
- Album for the Youth op. 122
- Intermezzi goldoniani op. 127
- Satire musicali

### Œuvres vocales et orchestrales
- Missa pro defunctis op. 83 pour chœur à 4 voix et orgue ad libitum
- The Blind op. 112 : scène lyrique pour baryton, chœur et orchestre
- Canticum Canticorum op. 120 : cantate biblique en 3 parties pour baryton, soprano, chœur, orchestre et orgue
- Il Paradiso perduto op. 125 : poème symphonique en un prologue et trois parties pour solistes, chœur, orchestre et orgue
- Intermezzi Goldoniani op. 127 pour orchestre à cordes
- Giovanna d'Arco op. 135 : un mystère en un prologue et trois parties pour solistes, chœur mixte, chœur d'hommes, chœurs d'enfants (garçons et filles), grand orchestre et orgue
- Il Viandante: drame lyrique
- Sanctus et Benedictus sans numéro d'opus, pour alto et orgue
- A Raffaello divino sans numéro d'opus, pour chœur mixte a capella

Monumental, le concerto op. 100 en si bémol mineur pour orgue et orchestre. Étrillé par la critique dans sa version originelle (en particulier la tonalité malheureuse pour les instruments à cordes et la faible place de l'orgue), il a été retravaillé par Bossi et publié avec divers orgues (Archi, Quattro Corni, Timpani ed Organo) et en mineur.

## Liens Internes
- Ulisse Matthey